# Knafeh
Knafeh (Arapski: كنافة kanāfah) je vrsta slatkog jela.
Sirovi kadaíf se pravi na sledeći način: napravi se žitko testo od belog brašna i jaja i stavi se u posudu koja je s donje strane šupljikava. Onda se iz tog sudu sipa testo na jednu veliku tepsiju (demifliju) koja je dobro zagrejana žarom koji je stavljen ispod nje. Na taj način se dobiju tanke niti pečenog testa koje se vadi iz tepsije i hladi. 
Od ovog sirovog kadaifa spravlja se kadaif za jelo tako što se natrpa u duboku tepsiju, na njega se istrese određena mera masla pa se peče u štednjaku ili u pekari. Kad je pečen zalije se gustim ključalim šerbetom od šećera.